# 예산중학교
예산중학교(禮山中學校)는 대한민국 충청남도 예산군 예산읍 주교리에 있는 공립 중학교이다.

## 학교 연혁
- 1951년 10월 01일 : 예산중학교 개교(18학급) (예산농업중학교(6년제)에서 3년이하 학생을 분리하여 개교) (학교 건물은 예산농업고등학교와 공동 사용) (예산농업고등학교 성낙창 교장 겸임)
- 1957년 09월 10일 : 현재 위치에 학교 건물(목조)을 신축하여 이전 (예산농업고등학교에서 분리 이전)
- 1974년 03월 01일 : 교사동 건물 개축 (건물은 68년부터 철근콘크리트로 개축하기 시작하여 86년에 완공)
- 1985년 03월 01일 : 31학급 편성(일반학급 30, 특수학급 1) (예산동중학교가 예산여상으로 개편되면서 21학급을 30학급으로 증설)
- 1990년 07월 16일 : 후동 1,2,3층 교실 증축
- 1991년 01월 01일 : 급식실 건물 준공
- 1992년 12월 30일 : 예산군 학생체육관 준공
- 2007년 03월 02일 : 축구부 재창단
- 2021년 09월 01일 : 제25대 안종선 교장 취임
- 2023년 01월 04일 : 제73회 졸업식(졸업생 196명, 총 27,549명 배출)
- 2023년 03월 01일 : 18학급 편성(일반학급 16, 특수학급 2)
- 2023년 03월 02일 : 입학식(149명 입학)
- 2023년 09월 01일 : 제26대 전상욱 교장 취임
- 2025년 03월 01일 : 제27대 신현성 교장 취임

## 참고 자료
- 예산중학교 - 한국교육학술정보원 학교알리미